# 만세 반석 열리니
만세 반석 열리니(Rock of Ages)는 개혁 성공회 목사인 오가스터스 토프레이디(Augustus Toplady)가 작곡한 유명한 기독교 찬송가이다.
토프레이디의 1776년 7월 알트(alt) 버전에서 가져온 이 찬송가의 가사는 전 세계 여러 교회에서 사용하는 찬송가 가사의 여러 버전을 만드는 여러 해 동안 여러 교단에서 출판한 이후 실질적으로 편집되었다.